# 円空入定塚

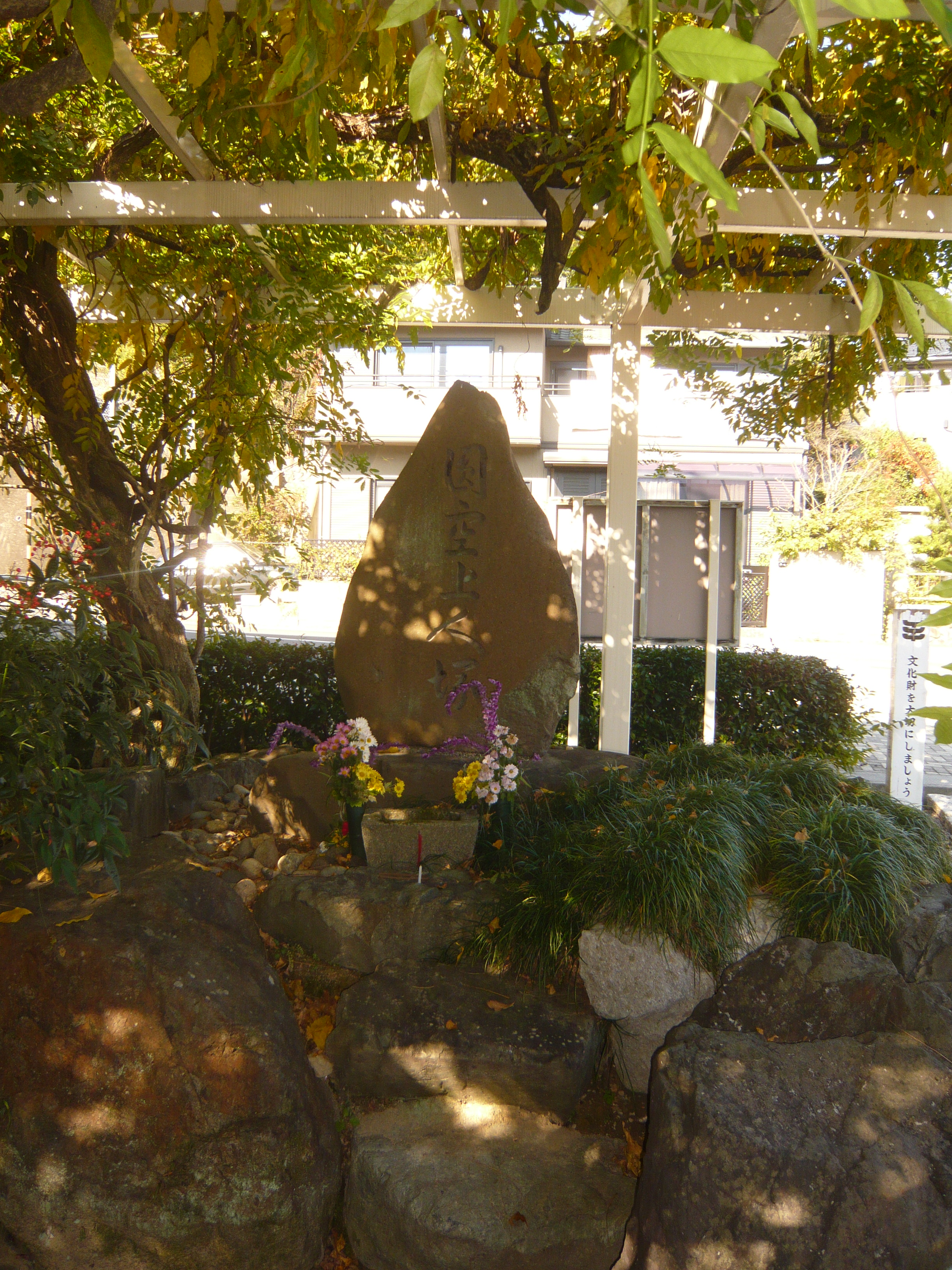
藤棚の下にある円空入定塚

円空入定塚（えんくうにゅうじょうづか）は、岐阜県関市池尻にある、江戸時代の遊行僧円空が入定したと伝えられている塚である。1973年（昭和48年）11月14日に岐阜県の史跡に指定されている。

## 概要
円空（1632年 - 1695年）は美濃国（岐阜県）出身で、日本各地を遊行し「円空仏」と呼ばれる独特の作風の仏像を多数残した。円空は晩年の元禄5年（1692年）に飛鳥時代後期に創建され、その後廃寺になっていた岐阜県関市の弥勒寺を再興し、ここを自坊とした。
元禄5年（1692年）時点で円空は高賀神社にいるがその後の動向は不明。弥勒寺の墓碑銘に拠れば、円空は64歳であった元禄8年（1695年）7月13日に己の死期を悟り、弟子に後事を任せる。そして弥勒寺の南に位置するこの長良川河畔に穴を掘り、多くの里人に見守られ念仏を唱えながら自ら土に埋もれ入定を果たしたという。なお、円空の入定に関しては、弥勒寺に同年7月13日付で弟子の円長に対して授与した「授決集最秘師資相承血脈譜」が残されていることから、疑問視する説もある。
弥勒寺の山中には藤が繁茂しており、円空は「この藤が咲く間は、この土中に生きていると思ってほしい」と言い残しこの世を去った。この円空入定塚は現在、藤棚の下にあり季節になると藤の花が咲き誇っている。

## 所在地
- 〒501-3264 岐阜県関市池尻2031

## アクセス
- 東海北陸自動車道 関インターチェンジで下り、岐阜県道17号江南関線・国道418号バイパス・岐阜県道290号上野関線経由で約15分。

## その他
- 円空の墓は弥勒寺跡の山中に存在する。